# Hraundrangi
Der Hraundrangi (auch Hraundrangar) ist ein 1075 m hoher Berg im Norden Islands südwestlich von Akureyri. 

## Geografie
Der Hraundrangi befindet sich in der Nähe des Hofes Hraun zwischen dem Hörgárdalur und dem Öxnadalur, nördlich des Sees Hraunsvatn. In der Nähe befindet sich der Gipfel Drangafjall.

## Geschichte
Der Berg spielt eine wichtige Rolle dem Gedicht Ferðalok (engl. Journey's End) von Jónas Hallgrímsson, der im Hof Hraun geboren und in der Gegend des Hraundrangi aufgewachsen ist.
Die Erstbesteigung des Hraundrangi gelang am 5. August 1956 den Bergsteigern Finnur Eyjólfsson, Sigurður Waage und Nicholas Clinch.

## Sagen
Der Hraundrangi wurde mit Grettir dem Starken in Verbindung gebracht, und deswegen im Öxnadalur auch Grettisnúpa genannt. Der Sage nach soll Grettir den Gipfel bestiegen und, um dies zu beweisen, dort Messer und Gürtel hinterlassen haben.
Einer anderen Sage zufolge sollte auf dem Gipfel ein Goldschatz hinterlegt worden sein.